# Блекгок (Південна Дакота)
Блекгок (англ. Blackhawk) — переписна місцевість (CDP) в США, в окрузі Мід штату Південна Дакота. Населення — 3026 осіб (2020).

## Географія
Блекгок розташований за координатами 44°9′6″ пн. ш. 103°20′0″ зх. д. / 44.15167° пн. ш. 103.33333° зх. д. (44.151561, -103.333225).  За даними Бюро перепису населення США в 2010 році переписна місцевість мала площу 12,65 км², уся площа — суходіл.

## Демографія
Згідно з переписом 2010 року, у переписній місцевості мешкали 2892 особи в 1127 домогосподарствах у складі 845 родин. Густота населення становила 229 осіб/км².  Було 1160 помешкань (92/км²).
Расовий склад населення:
| - 92,3 % — білих - 3,2 % — корінних американців - 0,5 % — чорних або афроамериканців - 0,4 % — азіатів |

До двох чи більше рас належало 3,3 %. Частка іспаномовних становила 2,2 % від усіх жителів.
За віковим діапазоном населення розподілялося таким чином: 25,7 % — особи молодші 18 років, 65,3 % — особи у віці 18—64 років, 9,0 % — особи у віці 65 років та старші. Медіана віку мешканця становила 37,2 року. На 100 осіб жіночої статі у переписній місцевості припадало 103,7 чоловіків;  на 100 жінок у віці від 18 років та старших — 101,7 чоловіків також старших 18 років.
Середній дохід на одне домашнє господарство  становив 60 329 доларів США (медіана — 53 882), а середній дохід на одну сім'ю — 62 915 доларів (медіана — 54 085). Медіана доходів становила 42 948 доларів для чоловіків та 30 064 долари для жінок. За межею бідності перебувало 11,1 % осіб, у тому числі 33,1 % дітей у віці до 18 років та 0,0 % осіб у віці 65 років та старших.
Цивільне працевлаштоване населення становило 1664 особи. Основні галузі зайнятості: освіта, охорона здоров'я та соціальна допомога — 26,4 %, мистецтво, розваги та відпочинок — 13,3 %, виробництво — 13,2 %.